# Національний музей Сербії
Національний музей Сербії (серб. Народни музеј Србије, Narodni Muzej Srbrbije) — найбільший музей у Сербії. Знаходиться на площі Революції в Белграді. Його було створено 1844 року. Зараз його колекція нараховує близько 400 тисяч експонатів.

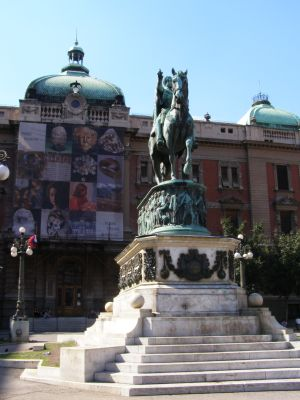
Будівля музею на площі Революції

Основою музейної експозиції є картини та гравюри відомих європейських художників: Пікассо, Матісса, Деґа, Ренуара, Рубенса, Сезанна, Ван Гога, Рембрандта та інших. Одним із найостанніших надходжень музею є картина Амедео Модільяні «Портрет чоловіка».

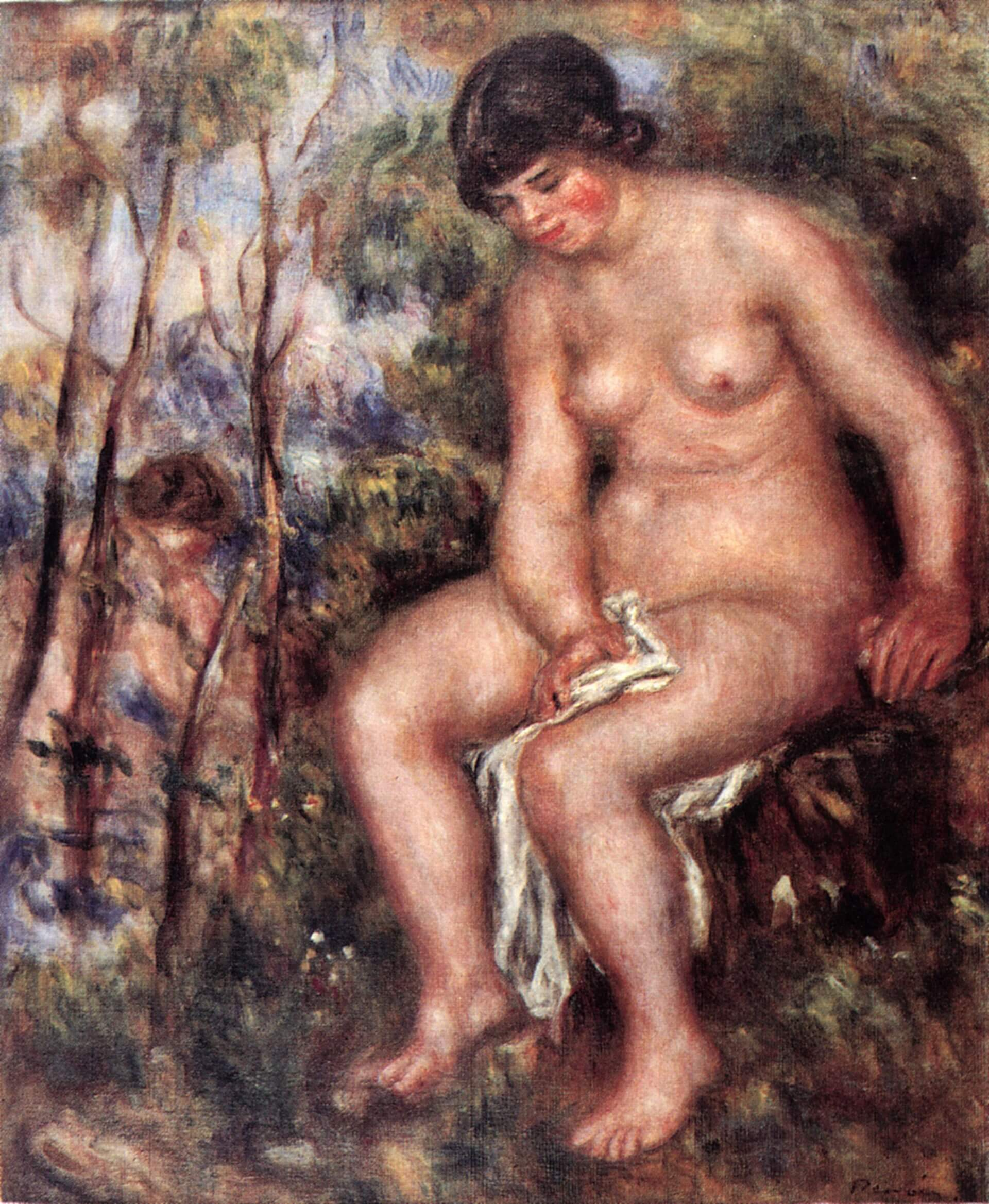
«Оголена», Ренуар (1910)

У нумізматичній колекції музею — понад 300 тисяч предметів, серед яких унікальні медалі та монети.
Також в Національному музеї Сербії є твори італійських, французьких, голландських, японських художників та художників колишньої Югославії. Всі вони об'єднані у невеликі колекції.
Зокрема, французька колекція складається з понад 250 картин 16 — 20 століть.

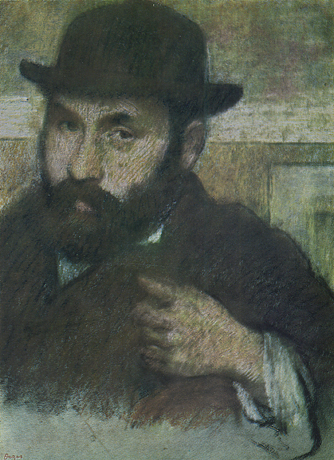
«Бюст чоловіка з м'яким капелюхом», Дега

Італійський живопис — це колекція з 230 творів 14-18 століть. Тут зберігаються картини Тіціана, Тінторетто, Доменіко Венеціано, Паоло Веронезе, Якопо Пальма старший, Караваджо тощо.

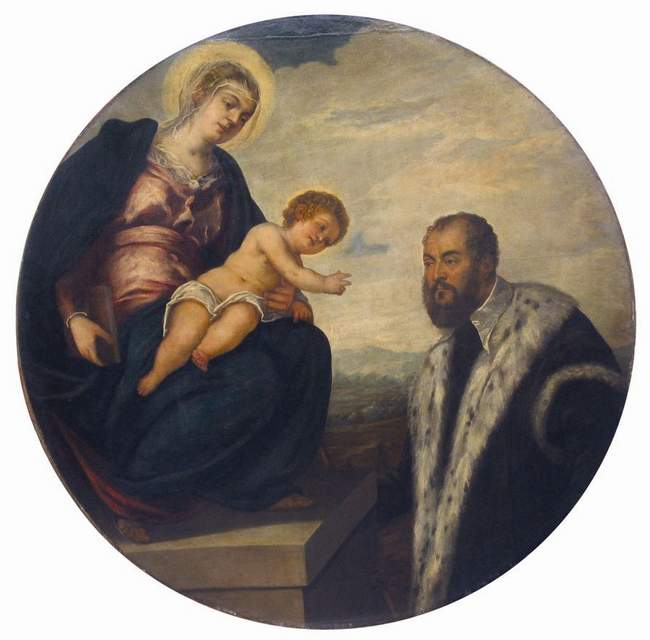
«Мадонна з немовлям та той, що дарує», Тінторетто (1524)

Колекція художників колишньої Югославії нараховує близько 6 тисяч картин. Це — твори Пая Йовановича, Петара Лубарда, Уроша Предича та інших.

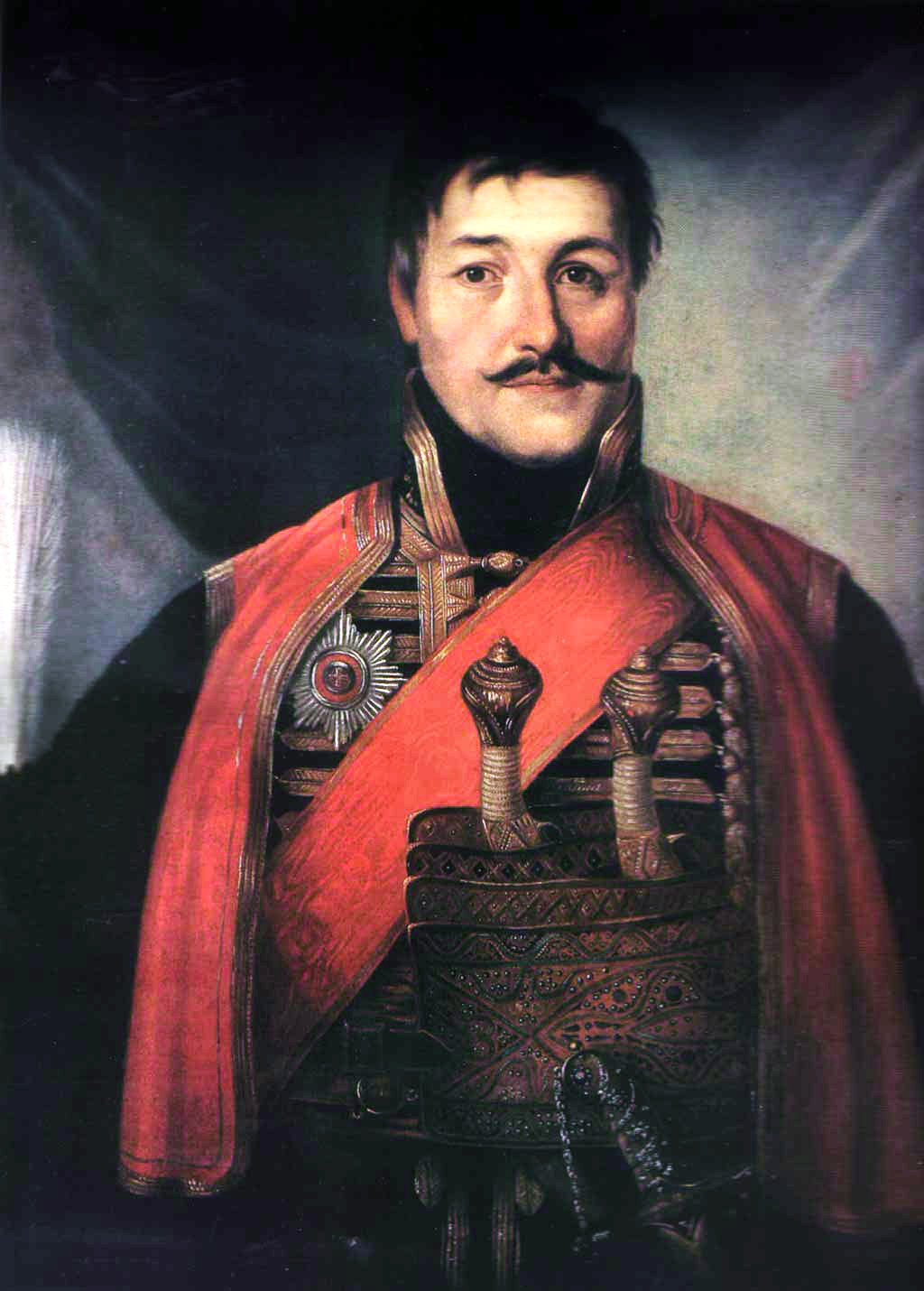
«Портрет Карагеоргія», Володимир Боровиковський (1816)

Зараз центральна будівля музею на реконструкції, після якої вона отримає новий екстер'єр та інтер'єр, а на даху буде скляний купол.

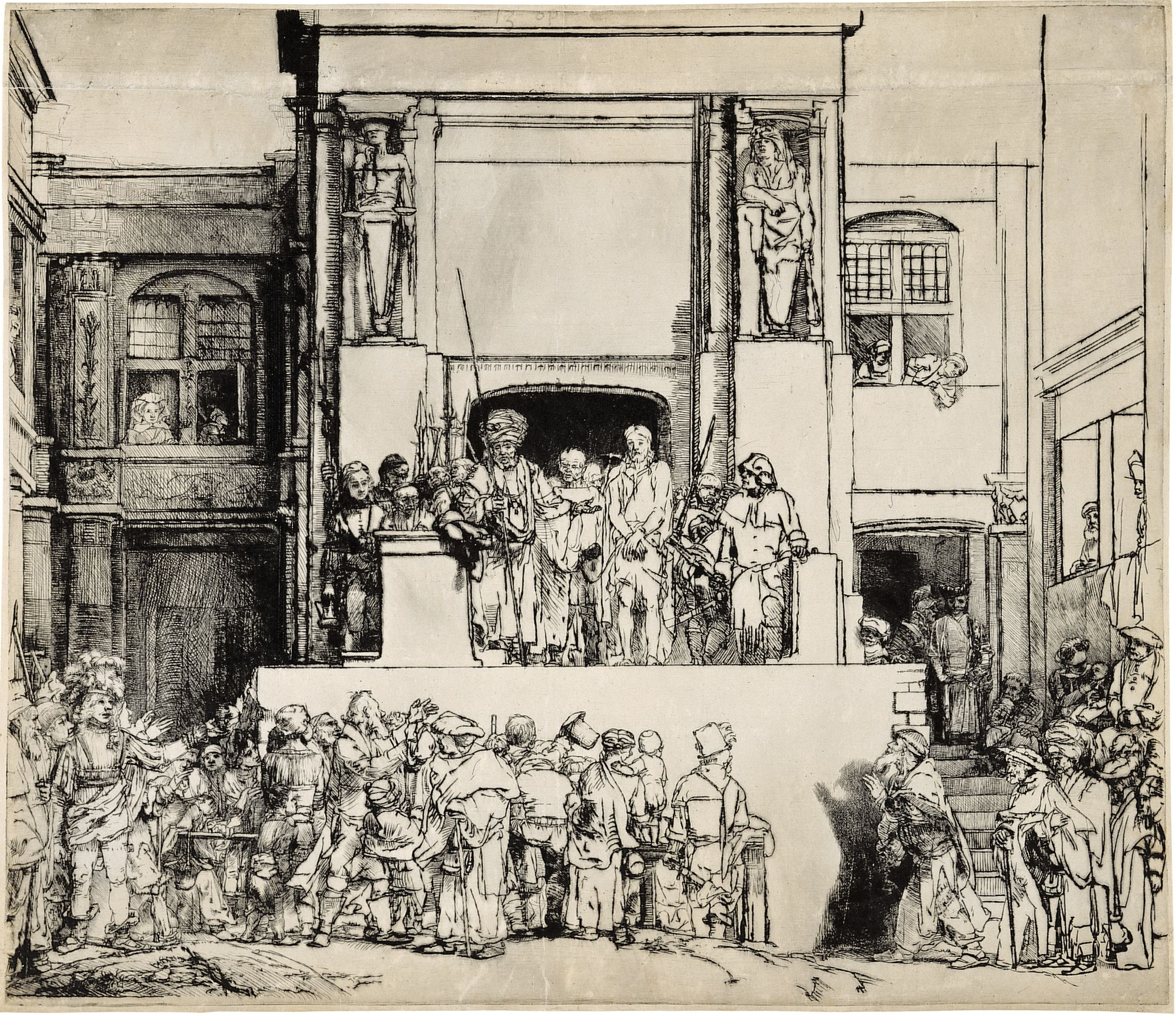
«Ecco Homo», малюнок Рембрандта на рисовому папері